# Célestin Vunabandi
Célestin Vunabandi Kanyamihigo, né le 19 mai 1964 à Jomba, territoire de Rutshuru, province du Nord-Kivu en république démocratique du Congo, est un homme d'État congolais.

## Biographie

### Enfance et formation
Licencié en sciences économiques appliquées en 1988 à l'université de Kinshasa.
En 1990 il obtient un diplôme du Centre de perfectionnement en Techniques de développement et diplômé à l’École nationale des finances une année après.

### Carrière
En 2003, il est nommé ministre de l’Économie nationale.
De 2004 à 2006, il est ministre du Portefeuille.
En 2006, il est élu député national pour le compte de la circonscription électorale de Rutshuru, puis réélu en 2011,.
De 2012 à 2014, il est ministre du Plan,, puis de la Révolution de la Modernité.
Depuis avril 2013, Célestin Vunabandi mène plusieurs réformes,.
En février 2024, il est élu député provincial du Nord-Kivu. En mai de la même année, il est élu sénateur.